# Liste der Monuments historiques in Duttlenheim
Die Liste der Monuments historiques in Duttlenheim führt die Monuments historiques in der französischen Gemeinde Duttlenheim auf.

## Liste der Bauwerke
| Bezeichnung | Beschreibung                                                                        | Standort                          | Kennzeichnung | Schutzstatus | Datum | Bild           |
| ----------- | ----------------------------------------------------------------------------------- | --------------------------------- | ------------- | ------------ | ----- | -------------- |
| Wegekreuz   | Sandstein, 1718 errichtet, 1880 restauriert, Korpus vom Anfang des 19. Jahrhunderts | Route du Général de Gaulle (Lage) | PA00084699    | Inscrit      | 1937  | weitere Bilder |